# Betty Curtis
Betty Curtis (* 21. März 1936 in Mailand als Roberta Corti; † 15. Juni 2006 in Lecco) war eine italienische Sängerin, die vor allem in den 1960er-Jahren erfolgreich war. Sie nahm sechsmal am Sanremo-Festival teil und vertrat Italien beim Eurovision Song Contest 1961.

## Karriere
Curtis wurde von Teddy Reno entdeckt, der ihr auch den amerikanisierenden Künstlernamen gab. Sie begann ihre Karriere als Sängerin 1955 mit kleineren Auftritten in der Lombardei, bis man auf sie aufmerksam wurde und sie die Möglichkeit erhielt, im Radio und (später) im Fernsehen aufzutreten. Als „melodische Schreierin“ (urlatrice melodica) waren ihre ersten Singles Coverversionen amerikanischer oder französischer (Gilbert Bécaud) Erfolge. In drei verschiedenen Zusammenstellungen (mit Wilma De Angelis, Claudio Villa und Johnny Dorelli) nahm Curtis am Sanremo-Festival 1959 teil. Das mit De Angelis präsentierte Lied Nessuno wurde später von Mina bekannt gemacht.
1960 kehrte die Sängerin mit Amore senza sole nach Sanremo zurück (wieder mit Dorelli) und 1961 gewann sie zusammen mit Luciano Tajoli und dem von Mogol und Carlo Donida geschriebenen Lied Al di là. Dieses konnte sie auch beim Eurovision Song Contest 1961 singen und landete dort auf dem fünften Platz. Mit dem Lied Tu si’ ’a malincunia gewann sie 1961 auch das Festival di Napoli. Nach einer weiteren Sanremo-Teilnahme 1962 gelang Curtis 1963 mit einem Cover von Petula Clarks Chariot ein Nummer-eins-Hit. Zusammen mit der britischen Sängerin ging sie später beim Sanremo-Festival 1965 ins Rennen. Nach einer letzten Festivalteilnahme 1967 wurde es ruhiger um die Sängerin.
Zwischen 1962 und 1965 erschienen Curtis’ Aufnahmen in der Bundesrepublik beim Label Italia. Sie unternahm auch einige internationale Tourneen. Zwischen 1959 und 1966 spielte sie außerdem in vier Musikfilmen mit. 2006 starb die Sängerin nach langer Krankheit im Alter von 70 Jahren.

## Diskografie (Auswahl)
Alben
- Lontano da te… lontano dal mare (CGD, FGS 5001; 1959)
- Betty (CGD, FGS 5015; 1965)
- A modo mio (CGD, FGS 5075; 1970)
- Folk (Alpharecord, AR 3017; 1975)
- Ricordiamole insieme (Alpharecord, AR 3018; 1975)
- Folk n. 2 (Alpharecord; 1976)

Singles

| Jahr | Titel Album      | Höchstplatzierung, Gesamtwochen, AuszeichnungChartsChartplatzierungen (Jahr, Titel, Album, Platzierungen, Wochen, Auszeichnungen, Anmerkungen) | Anmerkungen               |
| Jahr | Titel Album      | IT | Anmerkungen               |
| ---- | ---------------- | --- | ------------------------- |
| 1961 | Al di là –       | IT7 (6 Wo.)IT |                           |
| 1961 | Midi midinette – | IT11 (2 Wo.)IT |                           |
| 1962 | Tango del mare – | IT8 (7 Wo.)IT |                           |
| 1963 | Chariot –        | IT1 (11 Wo.)IT | Original von Petula Clark |
| 1963 | Wini wini –      | IT8 (9 Wo.)IT |                           |

Weitere Singles
- Con tutto il cuore (1958)
- La pioggia cadrà (1958)
- Nessuno (1959)
- Una marcia in fa (mit Johnny Dorelli; 1959)
- Buondì (1959)
- Non sei felice (1960)
- Il mio uomo (1960)
- Pollo e champagne (1961)
- Aiutami a piangere (1961)
- Ci vogliono i mariti (1961)
- Tu si’ ’a malincunia (1961)
- Neve al chiaro di luna (1961)
- Buongiorno amore (1962)
- Stasera piove (1962)
- Cantando con le lacrime agli occhi (1962)
- Soldi soldi soldi (1962)
- Canzonetta romantica (1963)
- La casa più bella del mondo (1964)
- Scegli me o il resto del mondo (1964)
- Invece no (1965)
- Le porte dell’amore (1966)
- È più forte di me (1967)
- Guantanamera (1967)
- Povero Enrico (1967)
- Gelosia (1969)

## Filmografie
- 1959: I ragazzi del juke-box – Regie: Lucio Fulci
- 1960: Destinazione Sanremo – Regie: Domenico Paolella
- 1962: Canzoni a tempo di twist – Regie: Stefano Canzio
- 1965: 008 Operazione ritmo – Regie: Tullio Piacentini

## Belege
1. 1 2  Betty Curtis. In: Enrico Deregibus (Hrsg.): Dizionario completo della Canzone Italiana. Giunti, 2010, ISBN 978-88-09-75625-0, S. 132.
2. ↑  Addio a Betty Curtis. In: Rockol.it. 16. Juni 2006, abgerufen am 17. August 2018 (italienisch).
3. ↑  M&D-Chartarchiv. Musica e dischi, archiviert vom Original (nicht mehr online verfügbar) am 18. August 2007; abgerufen am 17. August 2018 (italienisch, kostenpflichtiger Abonnement-Zugang).  Info: Der Archivlink wurde automatisch eingesetzt und noch nicht geprüft. Bitte prüfe Original- und Archivlink gemäß Anleitung und entferne dann diesen Hinweis.

| Personendaten    | Personendaten                   |
| ---------------- | ------------------------------- |
| NAME             | Curtis, Betty                   |
| ALTERNATIVNAMEN  | Roberta Corti (wirklicher Name) |
| KURZBESCHREIBUNG | italienische Sängerin           |
| GEBURTSDATUM     | 21. März 1936                   |
| GEBURTSORT       | Mailand                         |
| STERBEDATUM      | 15. Juni 2006                   |
| STERBEORT        | Lecco                           |